# Trzęsienie ziemi w Cap-Haïtien (1842)
Trzęsienie ziemi w Cap-Haïtien w 1842 – katastrofalne w skutkach trzęsienie ziemi, do którego doszło na granicy Morza Karaibskiego z otwartym Oceanem Atlantyckim. Odczuwalne na Karaibach, pochłonęło 5300 ofiar.

## Trzęsienie ziemi
W dniu 7 maja 1842 roku ok. godz. 1700 doszło do trzęsienia ziemi o sile 8,1 stopni w skali Richtera. Trzęsienie ziemi było odczuwalne na dużym obszarze, w tym na południu Kuby, na Jamajce, Portoryko i innych Antylach. U wybrzeży Haiti wystąpiły fale tsunami. Na skutek trzęsienia ziemi zginęło 5300 osób.
Pomimo zniszczeń spowodowanych przez trzęsienie ziemi prezydent Haiti Jean-Pierre Boyer nie odwiedził terenów dotkniętych zniszczeniami, co doprowadziło do dalszego wzrostu niezadowolenia z jego rządów.